# Тиест
Тиест в древногръцката митология е син на Пелопс и Хиподамия и е баща на Пелопия и Егист. Тиест и неговият брат близнак Атрей убили своя единокръвен брат Хризип, за да заемат престола на Олимпия. Баща им Пелопс, който бил цар на Олимпия, разкрил престъплението и ги пратил в изгнание. Отишли в Микена, където заели престол в отсъствието на цар Евристей, който по това време воювал с хераклидите.